# Reidans

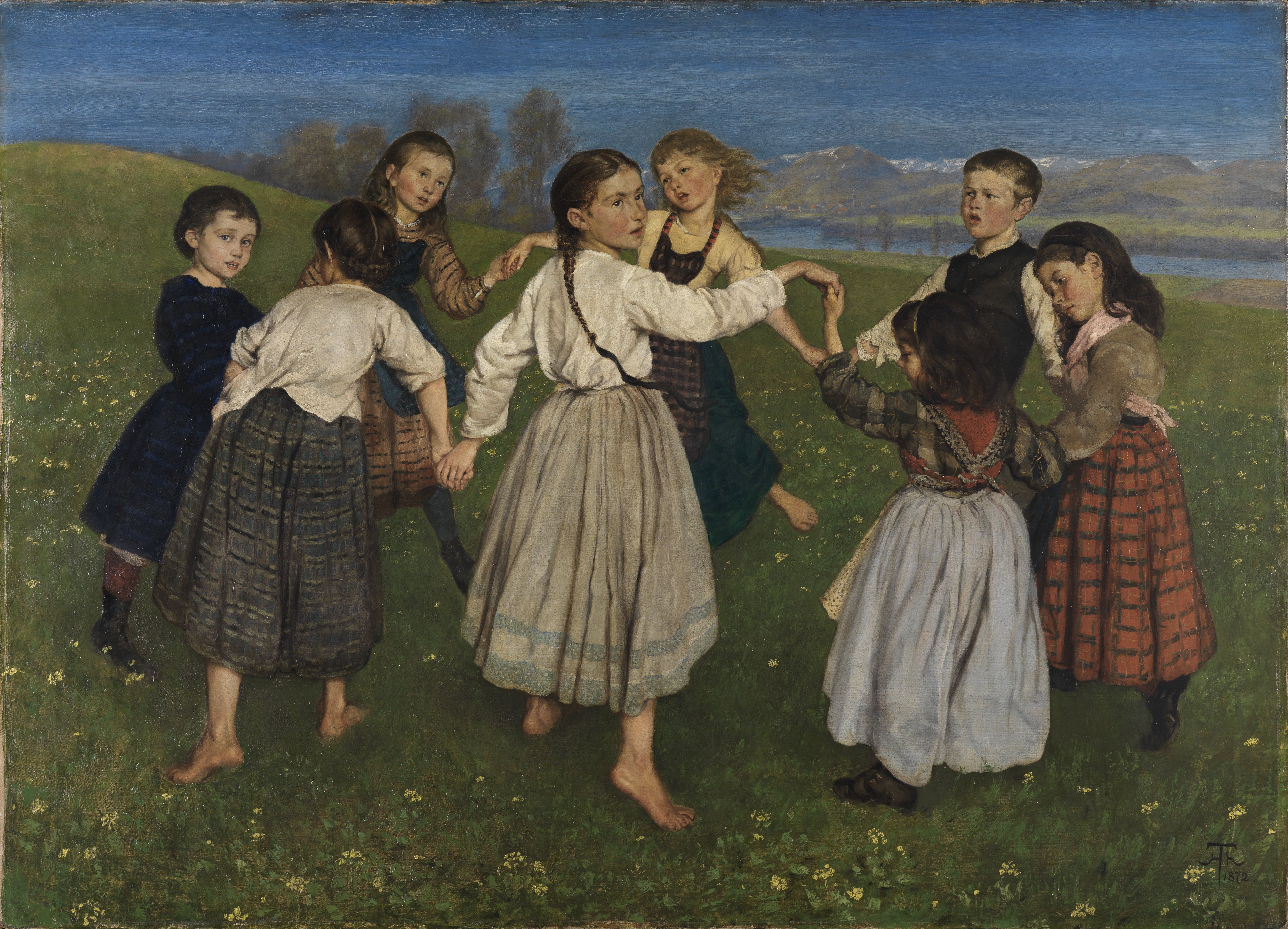
"Kinderreidans" van Hans Thoma (1884).

Een reidans (ook rei) is een rondedans waarbij de deelnemers elkaar al dan niet bij de hand hebben.
Een rei is van oorsprong een koor in een toneelstuk. De rei geeft aan het einde van een akte uitleg of commentaar op wat er te zien is. De rei kreeg in de loop van de tijd steeds meer een eigen karakter, tot het een soort entr'acte werd, soms compleet met dans, de reidans. Het woord "rei" is ook de benaming voor de groep zangers of dansers zelf.

## Rij
Omdat de deelnemers op een rij staan, wordt het woord bij vergissing weleens als rijdans geschreven (een geval van volksetymologie).